# ديفيد كيرنان
ديفيد كيرنان (بالإنجليزية: David Kernan)‏ هو ممثل بريطاني، ولد في 23 يونيو 1938 في لندن في المملكة المتحدة.

## وصلات خارجية
- ديفيد كيرنان على موقع IMDb (الإنجليزية)
- ديفيد كيرنان على موقع ميوزك برينز (الإنجليزية)
- ديفيد كيرنان على موقع قاعدة بيانات برودواي على الإنترنت (الإنجليزية)
- ديفيد كيرنان على موقع ديسكوغز (الإنجليزية)
- ديفيد كيرنان على موقع قاعدة بيانات الفيلم (الإنجليزية)